# Idiocerus taiga
Idiocerus taiga är en insektsart som beskrevs av Hamilton 1980. Idiocerus taiga ingår i släktet Idiocerus och familjen dvärgstritar. Inga underarter finns listade i Catalogue of Life.